# Xq28

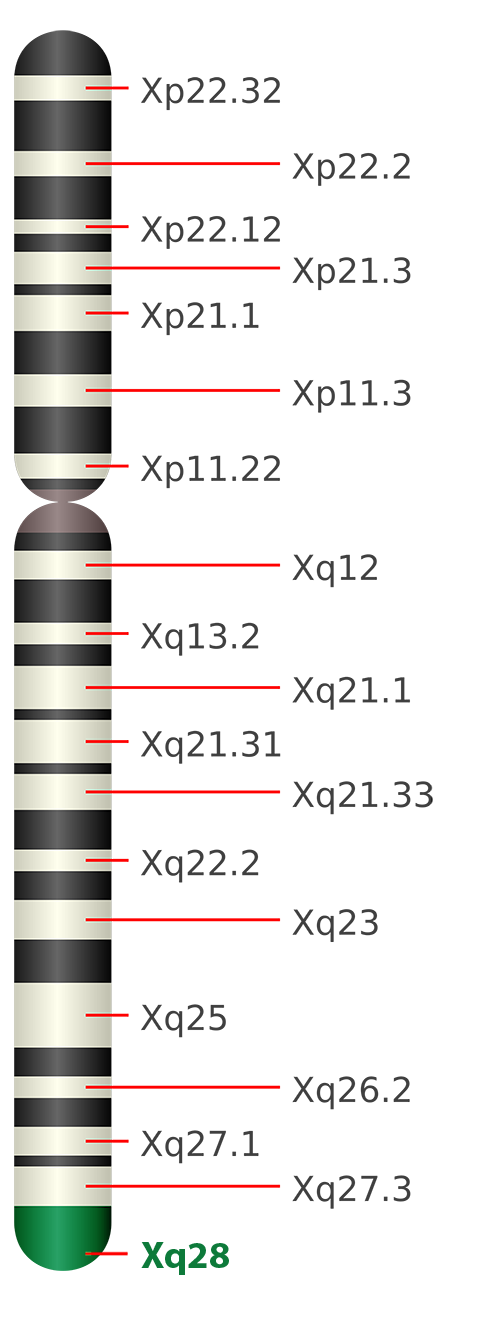
Идиограмма X-хромосомы человека. Зелёным цветом выделен Xq28 маркер

Xq28 — генетический маркер в X-хромосоме человека, открытый в 1993 году медиком Дином Хеймером и его коллегами. Исследования Хеймера, по утверждениям его группы, позволили установить связь между наличием этого маркера в ДНК человека и гомосексуальностью.

## Исследования

### 1993 год
В исследовании, проведённом в 1993 году, Хеймер проанализировал 114 семей мужчин-гомосексуалов, и нашёл, что среди дядь и кузенов по матери доля гомосексуалов выше средней, однако среди гетеросексуальных предков этого не наблюдается. Эта модель наследования предполагала, что гены на Х-хромосоме могут быть связаны, поскольку самцы всегда наследуют свою копию Х-хромосомы от своих матерей. Полиморфизмы генетических маркеров Х-хромосомы были проанализированы для 40 семей, чтобы увидеть, был ли конкретный маркер разделен непропорционально большим количеством братьев, которые оба были геями. Результаты показали, что среди гомосексуальных братьев коэффициент конкордации для маркеров из области Xq28 был значительно больше, чем ожидалось для случайной Менделевской сегрегации, что указывает на существование связи в этой небольшой выборке. Был сделан вывод, что по крайней мере одна форма мужской гомосексуальности преимущественно передаётся через мать и генетически связана с областью Xq28.

### 1995 год
Последующее исследование, проведенное лабораторией Хеймера в сотрудничестве с двумя группами статистических экспертов в 1995 году, подтвердило первоначальные результаты для мужчин с гомосексуальными братьями, разделяющими Xq28 со значительно повышенными показателями гомосексуалов. Это исследование также включало гетеросексуальных братьев, которые показали значительно меньшее, чем ожидалось, разделение области Xq28, как и ожидалось для генетического локуса, который в одной форме связан с однополым влечением, а в другой форме связан с противоположным полом. В этом исследовании не было обнаружено связи с Xq28 среди гомосексуальных женщин, что указывает на другой генетический путь, как и для большинства половых фенотипов гомосексуалов.
Выводы Хеймера были освещены в научных журналах.
В июне 1994 года в статье в газете Chicago Tribune журналист Джон Крюдсон заявил, что анонимный младший научный сотрудник лаборатории Хеймера утверждал, что Хеймер выборочно представил данные в своей статье 1993 года в журнале Science. Младший научный сотрудник помогал в картировании генов в исследовании Хеймера 1993 года. Вскоре после того, как она озвучила свои вопросы, она была в срочном порядке уволена из своей аспирантуры в лаборатории Хеймера. Кто уволил её, не удалось определить. Позже ей дали другую должность в другой лаборатории. Хеймер заявил, что статья Крюдсона была «ошибочной» и отрицал обвинения, выдвинутые против него. Официальное расследование, начатое управлением по добросовестности исследований (ОРИ) для расследования утверждений о выборочном представлении данных, закончилось в декабре 1996 года. Оно установило, что Хеймер не совершал никаких научных проступков в своем исследовании.
Ещё два исследования, проведенные в 1990-е годы, дали неоднозначные результаты. Одним из них был анализ связи Х-хромосом 54 пар братьев-геев, проведенный независимой исследовательской группой в 1998 году. Результаты исследования сообщили, что хромосомным местом максимального совместного использования был локус DXS1108, и сообщили о сходных степенях совместного использования аллелей (66 % против 67 %).

### 1999 год
Новое исследование, проведенное в 1999 году Джорджем Райсом и его командой, поставило под сомнение эти результаты. Было изучено 52 пары канадских братьев-геев и не было обнаружено статистически значимой связи между аллелями и гаплотипами. Они пришли к выводу о том, что гены в области Xq28 не могут иметь большое генетическое влияние на мужскую сексуальную ориентацию (хотя они не могли исключить возможность того, что ген в этой области имеет небольшое влияние). Райс и другие также утверждают, что их результаты не исключают возможности нахождения генов мужской гомосексуальности в другом месте генома.
Когда отчет об этом исследовании был опубликован в журнале Science, Дин Хеймер оспорил его результаты, настаивая на правильности своих прежних выводов. Хеймер раскритиковал исследование за то, что оно не отбирало семьи для своей исследуемой популяции на основе материнской передачи, поскольку отбор только тех семей, которые показывают избыток материнских гомосексуальных родственников, необходим для выявления связи Xq28. Метаанализ всех имеющихся на тот момент данных, а также неопубликованное исследование 1998 года указали, что Xq28 играет значительную, но не исключительную роль в мужской сексуальной ориентации.
Авторы метаанализа, в который вошли три автора исследования, представили несколько методологических причин, из-за которых Райсу, возможно, не удалось обнаружить статистически значимой связи между Xq28 и мужской сексуальной ориентацией: семьи, генотипированные Райсом и другими были не репрезентативными, поскольку имели избыток отцовских, а не материнских гомосексуальных родственников, таким образом, связь с Х-хромосомой была утеряна. Статистическая сила выборки была недостаточной для адекватного выявления связи и у них не было определённых критериев для определения гомосексуальности (исследователи основывались на собственном мнении и иногда на одном вопросе к участнику эксперимента). Им также не хватало критериев «для выбора подходящих семей для изучения предполагаемого X-сцепленного локуса», поскольку они не отбирали семьи на основании наличия материнской передачи гомосексуальности, вклад Xq28 в мужскую сексуальную ориентацию мог быть скрыт. Кроме того, метаанализ показал, что данные родословной семьи Райса (1999), в отличие от данных генотипирования, похоже, поддерживают связь Х-хромосомы с гомосексуальностью.

### 2012 год
В 2012 году было опубликовано первое крупное многоцентровое исследование генетических причин разной сексуальной ориентации у мужчин. Исследование проводилось на 409 независимых парах братьев-гомосексуалов, у которых были проанализированы более чем 300 000 однонуклеотидных полиморфных маркеров. Данные воспроизводят результаты Хеймера, где маркер Xq28 определяется как двухточечной и многоточечной по (MERLIN) LOD шкале отображения. Значительная связь также была обнаружена в перицентромерной области хромосомы 8, перекрываясь с одним из регионов, обнаруженных в предыдущем исследовании генетических связей в лаборатории Хеймера. Авторы пришли к выводу, что «выводы, сделанные в контексте предыдущей работы, позволяют предположить, что генетическая вариация в каждой из этих областей вносит свой вклад в развитие важного психологического признака мужской сексуальной ориентации».
Предварительный отчет, с которым выступил Дж. Майкл Бейли на обсуждении, состоявшемся в рамках ежегодной встречи Американской ассоциации содействия развитию науки в 2014 году, предполагает, что Xq28 может иметь влияние на сексуальную ориентацию. Была проанализирована кровь у 409 гомосексуальных братьев и прямых членов их семей.
В августе 2019 года в исследовании по геномной ассоциации 493 001 человека был сделан вывод о том, что сотни или тысячи генетических вариантов лежат в основе гомосексуального поведения у обоих полов, причем 5 вариантов, в частности, были значительно связаны. По данным этого исследования, генетические факторы могут объяснить от 8 до 25 % дисперсии гомосексуального поведения в популяции. В индивидуальном случае генетические факторы дали объяснение менее чем 1 % дисперсии гомосексуального поведения отдельно взятого человека. Такой результат не может быть использован для предсказания гомосексуальности человека по его генетической информации. Утверждается, что в отличие от исследований сцепления, которые обнаружили существенную связь сексуальной ориентации с вариантами на Х-хромосоме, в данном исследовании не обнаружили никакого избытка сигнала (и никаких индивидуальных значимых для всего генома вариантов) на Xq28 или на остальной части Х-хромосомы.